# کاریاکینو
کاریاکینو (انگلیسی: Karyakino) یک شهرک در شهرستان کراسنوکامسکی استان باشقیرستان کشور روسیه است.